# Храстовиден очиболец
Храстовидният очиболец (Potentilla fruticosa) е храст от семейство Розови.

## Описание
Поради много широкия си ареал (виж Разпространение) и голямата приспособяемост, има големи разлики във външния си вид. Има няколко подвида, много култивирани сортове и хибриди с други видове очиболец.
На височина достига до 2 м при благоприятни условия, а в Сибир и по високите планини рядко доближава 1 м.
Кората е червеникава и понякога леко се сивее.
Цветовете са със застъпващи се венчелистчета в най-различни нюанси на жълтото и размери – от множество дребни цветчета до единични цветове по 2,5 – 3 см, при някои културни сортове до 5 см. При културните сортове се наблюдават други цветове – оранжеви, червени, розови, дори бели.
В България достига височина до 1 м и цъфти от май до септември. Глациален реликт.

## Разпространение
Разпространен е из целия умерен пояс на Северното полукълбо – Европа, Азия, Северна Америка. В България расте единствено на съвсем ограничена площ в местностите Раково дере и Беглика, община Батак, Западни Родопи. Видът е защитен от Закона за биологичното разнообразие.
Заема най-различни биотопи – гори, лесостепи, планини. Не е взискателен към вида на почвите – може да вирее на песъчливи, хумусни или глинести. Също така не е придирчив към киселинноста и може да се развива на кисели, неутрални или алкални почви. Единственото изискване е почвата да е отцедлива.
Според описанието на сайта Plants For A Future, понася силни ветрове, но не и морски въздух. Въпреки това в Швеция е разпространен на островите Йоланд и Готланд в Балтийско море. Едно от имената му на шведски съдържа определението йоландски – „йоландсток“ (Ölandstok). Карл Линей го намира през 1741 г. точно на Йоланд и го класифицира през 1753 г.
- Цъфтящ храст
- Плод

## Приложение
Използва се като декоративно растение.
В Далечния изток (Сибир, Манджурия) се използва като чай и така се казва – курилски чай.